# Sindaci di Anversa
Questa è un elenco dei sindaci di Anversa nel corso della storia. I nomi dei sindaci in carica sono scritti in corsivo.

## 1500
- 1500: Willem Draeck, signore di Merksem.[1] e Gillis de Schermere
- 1501: Willem Draeck, signore di Merksem.[1] e Gillis de Schermere
- 1502: Gillis van Berchem e Kosten van Halmale
- 1503: Hendrik van der Moelen e Gillis de Schermere
- 1504: Gillis van Berchem e Kosten van Halmale
- 1505: Kosten van Berchem e Gillis de Schermere
- 1506: Arnold van Liere e Jan van de Werve
- 1507: Jan van Berchem e Willem Draeck
- 1508: Willem Draeck, Arnold de Buekelere e Jan van de Werve
- 1509: Willem van Immerseele e Arnold van Liere
- 1510: Arnold van de Werve e Gillis van Berchem
- 1512: Arnold van Liere e Willem Draeck
- 1513: Willem Draeck e Arnold van Liere
- 1514: Jan van de Werve e Willem Draeck
- 1515: Gillis van Berchem e Arnold van Liere
- 1516-1517: Willem Draeck e Arnold van Liere
- 1518: Jan van de Werve, Willem Draeck e Filips de Buekeleren
- 1519: Peeter van der Moelen e Arnold van Liere
- 1520: Arnold van Liere e Willem Draeck
- 1521: Gerard van de Werve e Filips de Buekelere
- 1522: Willem Draeck e Arnold van Liere
- 1523: Arnold van de Werve e Arnold van Liere
- 1524: Willem Draeck e Kasper van Halmale
- 1525: Arnold van de Werve e Arnold van Liere
- 1526: Willem van Liere e Kasper van Halmale
- 1527: Arnold van Liere e Adriaan van Hertsen
- 1528: Kasper van Halmale e Arnold van Liere
- 1529: Gerard van de Werve, Arnold van Liere e Adriaan van Hertsen
- 1530: Willem van Liere e Adriaan van Hertsen
- 1531: Arnold van de Werve e Arnold Schoyte
- 1532: Arnold van de Werve, Willem van Liere e Lancillotto di Ursel
- 1533: Lancillotto di Ursel e Willem Draeck
- 1534: Cornelis van Spangen e Lancillotto di Ursel
- 1535: Willem van Liere e Gabriel Triapain
- 1536: Cornelis van Spangen e Nikolaas van der Meeren
- 1537: Frans van der Dilft e Nikolaas van der Meeren
- 1538-1539: Cornelis van Spangen e Lancillotto di Ursel
- 1540: Lancillotto II di Ursel e Frans van der Dilft
- 1541: Cornelis van Spangen e Jan van Crombah
- 1542: Lancillotto di Ursel e Nikolaas de Schermere
- 1543: Willem van Halmale e Lancillotto di Ursel
- 1544: Jan van Crombach e Lancillotto di Ursel
- 1545: Lancillotto di Ursel e Jan Scheyfve
- 1546: Michiel van der Heyden e Hendrik van Berchem
- 1547: Cornelis van Spangen e Lancillotto di Ursel
- 1548: Lancillotto di Ursel e Hendrik van Berchem
- 1549: Nikolaas van der Meeren e Jacob van Hertsen
- 1550: Nikolaas van der Meeren e Nikolaas de Schermere
- 1551-1552: Dirk van de Werve e Jacob Herisen
- 1553: Nikolaas van der Meeren e Jan Happaert
- 1554: Hendrik van Berchem e Dirk van de Werve
- 1555-1557: Antoon van Stralen e Nikolaas Rockox sr.
- 1558: Alvaro D'Almaras e Hendrik van Berchem
- 1559: Alvaro D'Almaras, Jan van Schoonhoven e Hendrik van Berchem
- 1560: Jan van Schoonhoven e Nikolaas Rockox sr.
- 1561: Antoon van Stralen e Hendrik van Berchem
- 1562-1563: Lancillotto di Ursel e Nikolaas Rockox sr.
- 1564: Hendrik van Berchem e Jan van Schoonhoven
- 1565: Antoon van Stralen e Lancillotto II di Ursel
- 1566-1567: Hendrik van Berchem e Jacob van der Heyden
- 1568: Jan van Schoonhoven e Hendrik van Etten
- 1569-1570: Hendrik van Berchem e Jan Wolfaert
- 1571-1572: Lancillotto di Ursel e Jan van der Meeren
- 1573: Lancillotto II di Ursel, Jan van Schoonhoven e Jan van der Meeren
- 1574-1575: Jan van Schoonhoven e Nikolaas Rockox I.
- 1576: Hendrik van Berchem, Jan van der Meeren and Jan Wolfaert
- 1577: Jan van Schoonhoven and Jan van Stralen
- 1578: Jan van Stralen e Willem de Vos
- 1579-1580: Jan Junius van Leefdale e Rutgeert van Leefdale
- 1581-1582: Filips van Schoonhoven e Peeter van Aelst
- 1583-1584: Philips van Marnix e Jacob van Wachtendonck
- 1585-1587: Eduard van der Dilft e Adriaan van Heylwegen
- 1588: Jan Damant e Balten van Vlierden
- 1589-1590: Eduard van der Dilft e Karel Malineus
- 1591: Hendrik van Halmale e Adriaan van Heylwegen
- 1592-1593: Blasius de Bejar e Gillis Gerard
- 1594-1595: Eduard van der Dilft e Karel Malineus
- 1596-1597: Jacob Dassa e Hendrik van Etten
- 1598-1599: Blasius de Bejar e Hendrik van Halmale

## 1600

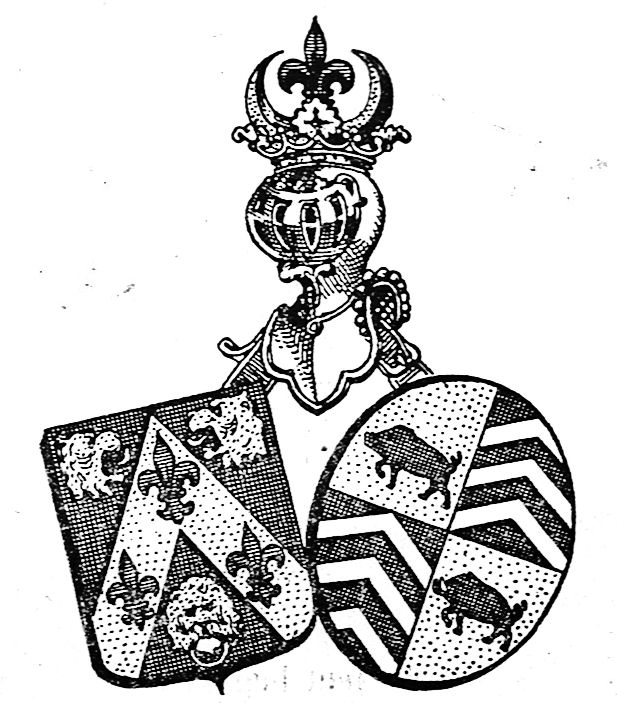
Jean-Baptiste della Faille

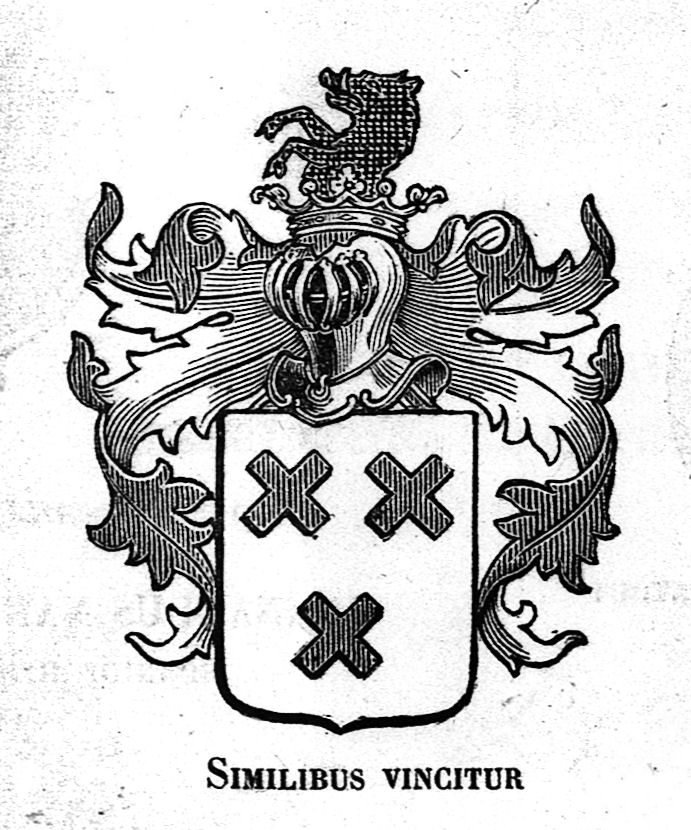
Vander Dilft

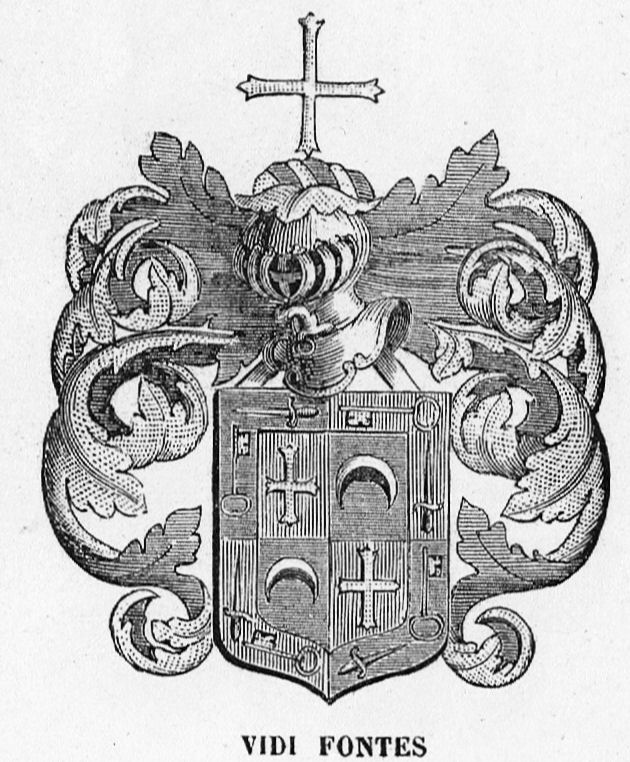
Blasivs de Bejar

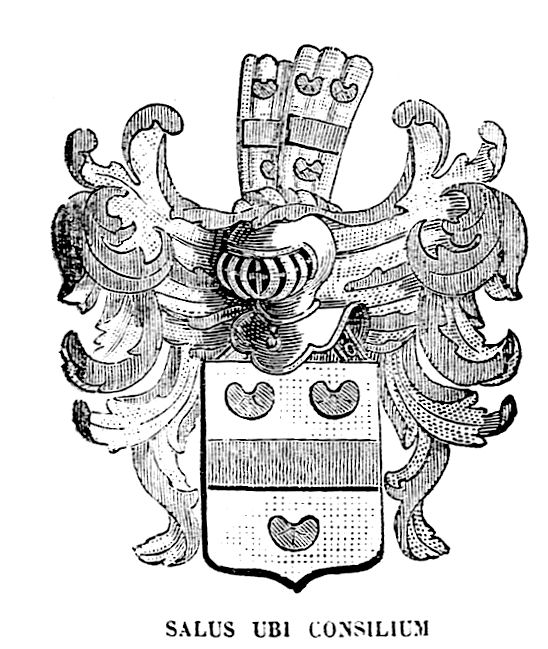
Nicolas rockocx, Esq.

- 1600-1601: Jacob Dassa e Gilles de Mera
- 1602: Eduard van der Dilft e Jan van Brecht
- 1603: Nikolaas Rockox II e Balten de Robiano
- 1604: Jacob Dassa e Hendrik van Etten
- 1605: Nikolaas Rockox II. and Kasper Rovelasca
- 1606-1607: Blasius de Bejar and Hendrik van Etten
- 1608-1609: Nikolaas Rockox II e Hendrik van Halmale
- 1610: Jacob Dassa e Gillis de Mera
- 1611: Nikolaas Rockox II e Hendrik van Etten
- 1612-1613: Blasius de Bejar e Gillis Gerardi
- 1614: Jacob Dassa e Jan Happaert
- 1615: Nikolaas Rockox II e Hendrik van Etten
- 1616: Blasius de Bejar e Antoon van Berchem
- 1617: Nikolaas Rockox II e Pauwel van Liere
- 1618: Jan Happaert e Hendrik van de Werve
- 1619: Lancelot Tseraerts e Frans de Schot
- 1620: Hendrik van Etten e Jan van Stembor
- 1621: Nikolaas Rockox II e Karel de Mera
- 1622: Jan van Stembor e Robrecht Tucher
- 1623: Jan Happaert e Karel de Mera
- 1624: Engelbrecht van Oyenbrugge e Pauwel van Liere
- 1625: Nikolaas Rockox II e Robrecht Tucher
- 1626: Robrecht Tucher e Frans Gallo de Salamanca
- 1627: Frans Gallo de Salamanca e Filips van Vlierden
- 1628-1630: Antoon Sivori e Robrecht Tucher
- 1631: Hendrik van Etten, Filips van Vlierden e Andries Gerardi
- 1632: Antoon Sivori e Robrecht Tucher
- 1633: Jan de Bejar e Karel de Santa Cruz
- 1634-1635: Robrecht Tucher e Jan Roose
- 1636: Hendrik van Etten e Karel de Santa Cruz
- 1637: Robrecht Tucher e Jan Roose
- 1638: Antoon Sivori e Karel de Santa Cruz
- 1639: Antoon Sivori, Karel de Santa Cruz e Jan Roose
- 1640: Jan Roose e Robrecht Tucher
- 1641: Jan Roose, Antoon Sivori e Robrecht Tucher
- 1642-1643: Antoon Sivori e Jacob van Buren
- 1644-1645: Gooris del Plano e Melchior Haeckx
- 1646-1647: Hendrik van Halmale e Antoon Sivori
- 1648: Gooris del Plano e Melchior Haeckx
- 1649-1650: Hendrik van Halmale e Alexander Goubau
- 1651: Filips Schoyte e Jacob van Buren
- 1652: Alexander Goubau, Gooris del Plano e Jacob van Buren
- 1653: Alexander Goubau e Jacob van Buren
- 1654: Hendrik van Halmale e Jan Snijers
- 1655: Floris van Berchem e Jan Snijers
- 1656: Frans Paschier van den Cruyce e Jan Snijers
- 1657-1658: Floris van Berchem e Gooris Martens
- 1659: Hendrik van Halmale e Gillis Martens
- 1660: Hendrik van Halmale e Jan van Weerden
- 1661: Jan Antoon Tucher e Jan van Weerden
- 1662: Jan Antoon Tucher e Gillis Martens
- 1663-1664: Hendrik van de Werve e Gillis Martens
- 1665: Hendrik van Halmale e Willem des Pommereaux
- 1666: Alexander Goubau e Gillis Martens
- 1667-1668: Hendrik van de Werve e Jan Snijers
- 1669: Hendrik van Halmale e Jan Baptist Greyns
- 1670-1671: Jan Antoon Tucher e Floris van Berchem
- 1672: Floris van Berchem e Jan Vecquemans
- 1673: Floris van Berchem e Jan Baptist Greyns
- 1674: Hendrik van Halmale e Jan Baptist Greyns
- 1675: Hendrik van de Werve e Filips Schoyte
- 1676-1677: Hendrik van Halmale e Librecht van den Hove
- 1678: Floris van Berchem e Jan Baptist Greyns
- 1679: Filips Frans de Varick e Filips Schoyte
- 1680: Floris van Berchem e Jan Baptist della Faille
- 1681: Jan Baptist Greyns e Nikolaas Jozef van Halmale
- 1682: Floris van Berchem e Jacob Antoon de Witte
- 1683: Nikolaas Jozef van Halmale e Jan Baptist Greyns
- 1684: Peeter Happaert e Jacob Antoon de Witte
- 1685: Nikolaas Jozef van Halmale e Paschier Ignatius van den Cruyce
- 1686: Jan Baptist Greyns e Gooris Martens
- 1687: Paschier Ignatius van den Cruyce e Jan Augustijn de Lannoy
- 1688: Nikolaas Jozef van Halmale e Theodoor Andries van Kessel
- 1689: Jan Baptist della Faille e Steven Cornelis Janssens
- 1690: Jan Augustijn de Lannoy e Leonel Stevens
- 1691: Eduard van Broeckhoven e Filips Rubens
- 1692-1693: Nikolaas Jozef van Halmale e Gooris Martens
- 1694: Paschier Ignatius van den Cruyce e Jan Augustijn de Lannoy
- 1695: Jan Karel van Hove and Gooris Martens
- 1696: Nikolaas Jozef van Halmale e Jan Jozef Vecquemans
- 1697: Eduard van Broeckhoven e Rochus van de Zande
- 1698: Paschier Ignatius van den Cruyce e Rochus van de Zande
- 1699: Paschier Ignatius van den Cruyce e Hendrik Comperis

## 1700
| Sindaco                                                                                    | Mandato |
| ------------------------------------------------------------------------------------------ | ------- |
| Charles Joseph della Faille                                                                | 1730    |
| Charles Joseph della Faille                                                                | 1731    |
| John Auguste, Baron of Hove                                                                | 1743    |
| John Auguste, Baron of Hove                                                                | 1744    |
| Charles Joseph della Faille                                                                | 1753    |
| Charles Joseph della Faille                                                                | 1754    |
| Charles Joseph della Faille                                                                | 1755    |
| Peter Frans of Schorel, Lord of Wilryck                                                    | 1761    |
| Peter Frans of Schorel, Lord of Wilryck                                                    | 1762    |
| Peter Frans of Schorel, Lord of Wilryck                                                    | 1763    |
| Peter Frans of Schorel, Lord of Wilryck                                                    | 1789    |
| Peter Frans of Schorel, Lord of Wilryck                                                    | 1790    |
| Peter Frans of Schorel, Lord of Wilryck                                                    | 1792    |
| John-Baptiste, Count of Baillet                                                            | 1793    |
| John-Baptiste, Count of Baillet                                                            | 1794    |
| Jacob Reynoud, Cornelis Reyns, Karel d'Or, Peeter Guedon, Steven Abbeltier, Hendrik Franck | 1797    |
| Jan Martinides, Frans Verbelen                                                             | 1798    |
| Frans Verbelen, Jan Gabriëls, Josef Georgerie                                              | 1799    |

## 1800
| Sindaco                             | Inizio          | Fine             | Note                                                    |
| ----------------------------------- | --------------- | ---------------- | ------------------------------------------------------- |
| Josef Georgerie, Peeter Raeymaekers | 1º gennaio 1800 | 31 dicembre 1801 |                                                         |
| Jan Steven Werbrouck                | 29 gennaio 1801 | 27 luglio 1811   |                                                         |
| Jan Baptist de Cornelissen          | 1º ottobre 1811 | 1º maggio 1814   | Il sindaco più giovane che Anversa abbia mai avuto (24) |

## Regno Unito dei Paesi Bassi
| Nome                     | Data di nascita  | Inizio         | Fine            | Data di morte    | Partito | Partito             |
| ------------------------ | ---------------- | -------------- | --------------- | ---------------- | ------- | ------------------- |
| Filip Vermoelen          | 27 febbraio 1759 | 2 maggio 1814  | 24 luglio 1817  | 15 febbraio 1825 |         | Nessuno             |
| Florent Van Ertborn      | 4 aprile 1784    | 25 luglio 1817 | novembre 1828   | 20 agosto 1840   |         | Nessuno (Orangista) |
| Willem Andreas de Caters | 30 novembre 1773 | novembre 1828  | 26 ottobre 1830 | 9 febbraio 1859  |         | Nessuno             |

## Belgio

### 1800
| Nome                                                     | Data di nascita  | Inizio           | Fine              | Data di morte     | Partito | Partito                  |
| -------------------------------------------------------- | ---------------- | ---------------- | ----------------- | ----------------- | ------- | ------------------------ |
| Frans Verdussen                                          | 10 maggio 1783   | 26 ottobre 1830  | 28 ottobre 1830   | 11 maggio 1850    |         | Nessuno (Cat. Unionista) |
| Antoine Dhanis van Cannart                               | 26 gennaio 1792  | 29 ottobre 1830  | 11 dicembre 1830  | 19 novembre 1855  |         | Nessuno (Cat. Unionista) |
| Alexis Gleizes                                           | 1773             | 9 dicembre 1830  | 20 febbraio 1831  | 29 febbraio 1832  |         | Nessuno (Cat. Unionista) |
| Gérard Le Grelle Primo sindaco dopo la rivoluzione belga | 6 gennaio 1793   | 14 febbraio 1831 | 5 novembre 1848   | 28 ottobre 1871   |         | Nessuno (Cat. Unionista) |
| Jan Frans Loos                                           | 12 novembre 1799 | 6 novembre 1848  | 30 marzo 1863     | 2 febbraio 1871   |         | LP                       |
| Xavier Gheysens                                          | 19 maggio 1799   | 31 marzo 1863    | 4 maggio 1863     | 5 marzo 1883      |         | Incontro                 |
| Jozef Cornelis Van Put                                   | 15 giugno 1811   | 5 maggio 1863    | 1º settembre 1872 | 2 luglio 1877     |         | Incontro                 |
| Leopold De Wael Morto in carica                          | 14 luglio 1823   | 2 settembre 1872 | 17 agosto 1892    | 17 agosto 1892    |         | LP                       |
| Georges Gits                                             | 30 aprile 1839   | 17 agosto 1892   | 7 novembre 1892   | 27 marzo 1923     |         | LP                       |
| Jan Van Rijswijck Dimissioni dalla carica per malattia   | 14 febbraio 1853 | 7 novembre 1892  | 16 febbraio 1906  | 23 settembre 1906 |         | LP                       |

### 1900
| Nome                                                                      | Data di nascita   | Inizio           | Fine              | Data di morte    | Partito | Partito |
| ------------------------------------------------------------------------- | ----------------- | ---------------- | ----------------- | ---------------- | ------- | ------- |
| Victor Desguin                                                            | 30 gennaio 1838   | 16 febbraio 1906 | 6 agosto 1906     | 8 luglio 1919    |         | LP      |
| Alfons Hertogs                                                            | 6 febbraio 1843   | 7 agosto 1906    | 17 ottobre 1908   | 18 ottobre 1908  |         | LP      |
| Victor Desguin                                                            | January 30, 1838  | 18 ottobre 1908  | 14 marzo 1909     | 8 luglio 1919    |         | LP      |
| Jan De Vos                                                                | 7 febbraio 1844   | 15 marzo 1909    | 21 luglio 1921    | 30 marzo 1923    |         | LP      |
| Hector Lebon                                                              | 22 novembre 1863  | 22 luglio 1921   | 5 novembre 1921   | 27 ottobre 1935  |         | KVB     |
| Frans Van Cauwelaert                                                      | 10 gennaio 1880   | 5 novembre 1921  | 31 dicembre 1932  | 17 maggio 1961   |         | KVB     |
| Camille Huysmans                                                          | 26 maggio 1871    | 1º gennaio 1933  | 2 agosto 1946     | 25 febbraio 1968 |         | BWP     |
| Leo Delwaide (ad interim)                                                 | 27 luglio 1897    | 7 dicembre 1940  | 26 gennaio 1944   | 13 giugno 1978   |         | KB      |
| Jan Timmermans (ad interim)                                               | 15 ottobre 1901   | 27 gennaio 1944  | 4 settembre 1944  | 5 aprile 1962    |         | VNV     |
| Emile Van Put (ad interim) Il sindaco di Anversa con il mandato più breve |                   | 4 settembre 1944 | 12 settembre 1944 |                  |         | KB      |
| Willem Eekelers (ad interim)                                              | 18 maggio 1883    | 2 agosto 1946    | 11 aprile 1947    | 2 settembre 1954 |         | BSP     |
| Lode Craeybeckx Il sindaco più longevo di Anversa                         | 24 novembre 1897  | 1º gennaio 1947  | 25 luglio 1976    | 25 luglio 1976   |         | BSP     |
| Leo Delwaide (ad interim)                                                 | 27 luglio 1897    | 26 luglio 1976   | 5 settembre 1976  | 13 giugno 1978   |         | CVP     |
| Frans Detiège Ex scabino per gli affari sociali (1947-1976)               | 22 dicembre 1909  | 6 settembre 1976 | 31 dicembre 1976  | 1º novembre 1980 |         | BSP     |
| Mathilde Schroyens Primo sindaco donna in più di 550 anni                 | December 28, 1912 | 1º gennaio 1977  | 31 dicembre 1983  | 27 febbraio 1996 |         | BSP/SP  |
| Bob Cools                                                                 | 27 aprile 1934    | 1º gennaio 1983  | 31 dicembre 1994  | Vivo             |         | SP      |
| Leona Detiège Figlia del sindaco Frans Detiège                            | 26 novembre 1942  | 1º gennaio 1995  | 13 marzo 2003     | Viva             |         | SP/sp.a |

### 2000
| Patrick Janssens | 19 settembre 1956 | 10 luglio 2003  | 31 dicembre 2012 | Vivo |  | SP.a |                  |                |                 |           |      |  |      |
| Bart De Wever    | 21 dicembre 1970  | 1º gennaio 2013 | 3 febbraio 2025  | Vivo |  | N-VA | Els van Doesburg | 24 maggio 1989 | 3 febbraio 2025 | in carica | Viva |  | N-VA |